# جلبتتيك
الجَلُبتُتِيك (تُلفظ بالألمانية: [ɡlʏptoˈteːk]  ( سماع)) هو متحف في ميونخ، ألمانيا، أنشئ بتكليف من الملك البافاري لُدفِغ الأول لكي يقوم بإيواء مجموعته من المنحوتات اليونانية والرومانية (Roman art) (ومنها جاءت "نحت"، من الفعل اليوناني γλύφειν glyphein "النحت"). صممه ليو فون كلينزه على الطراز الكلاسيكي الحديث، وجرى بناؤه من عام 1816 حتى 1830. يعد المتحف اليوم جزءًا من كونستريال (Kunstareal).

## معرض الصور

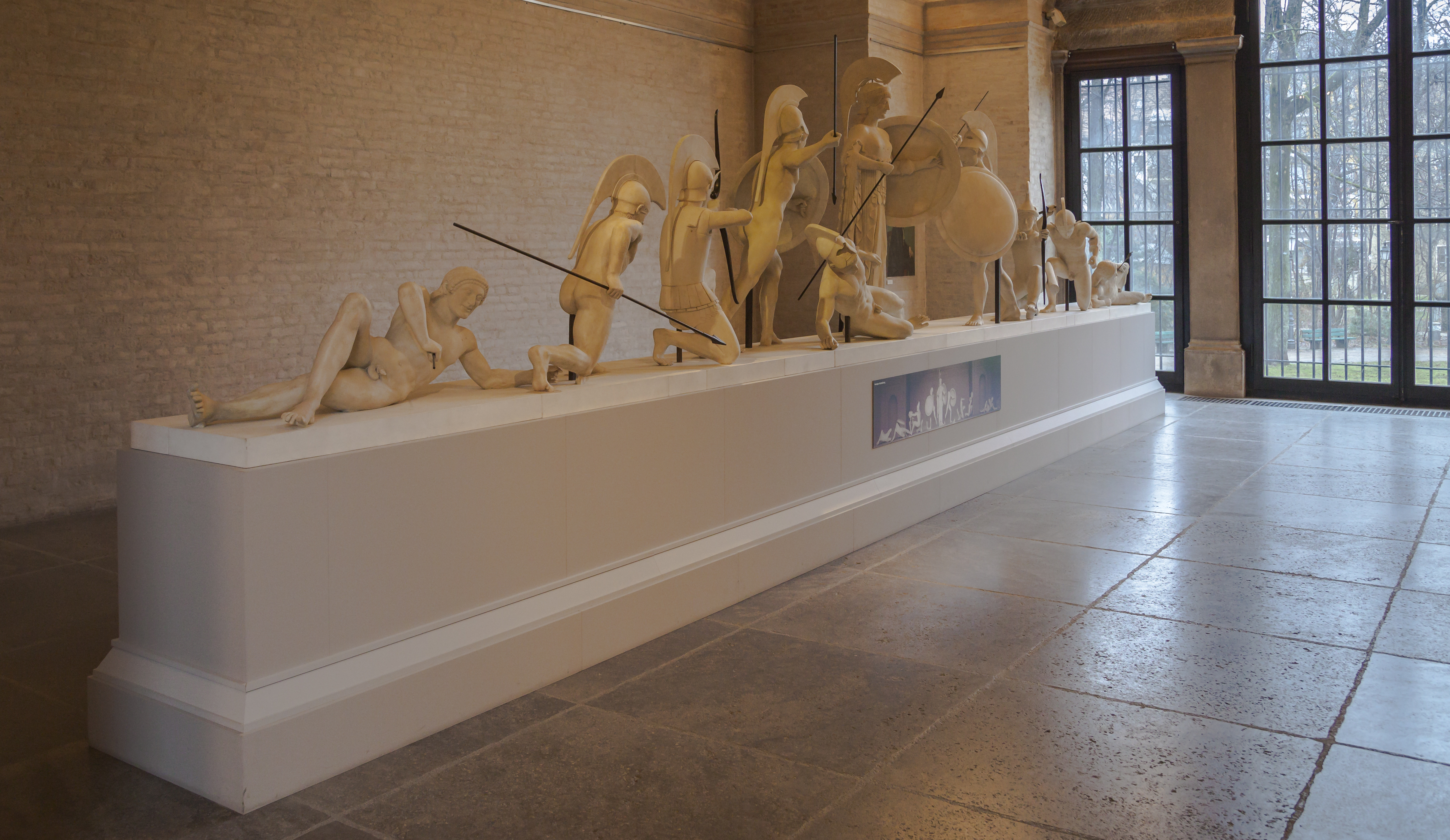
شخصيات من معبد أفايا.
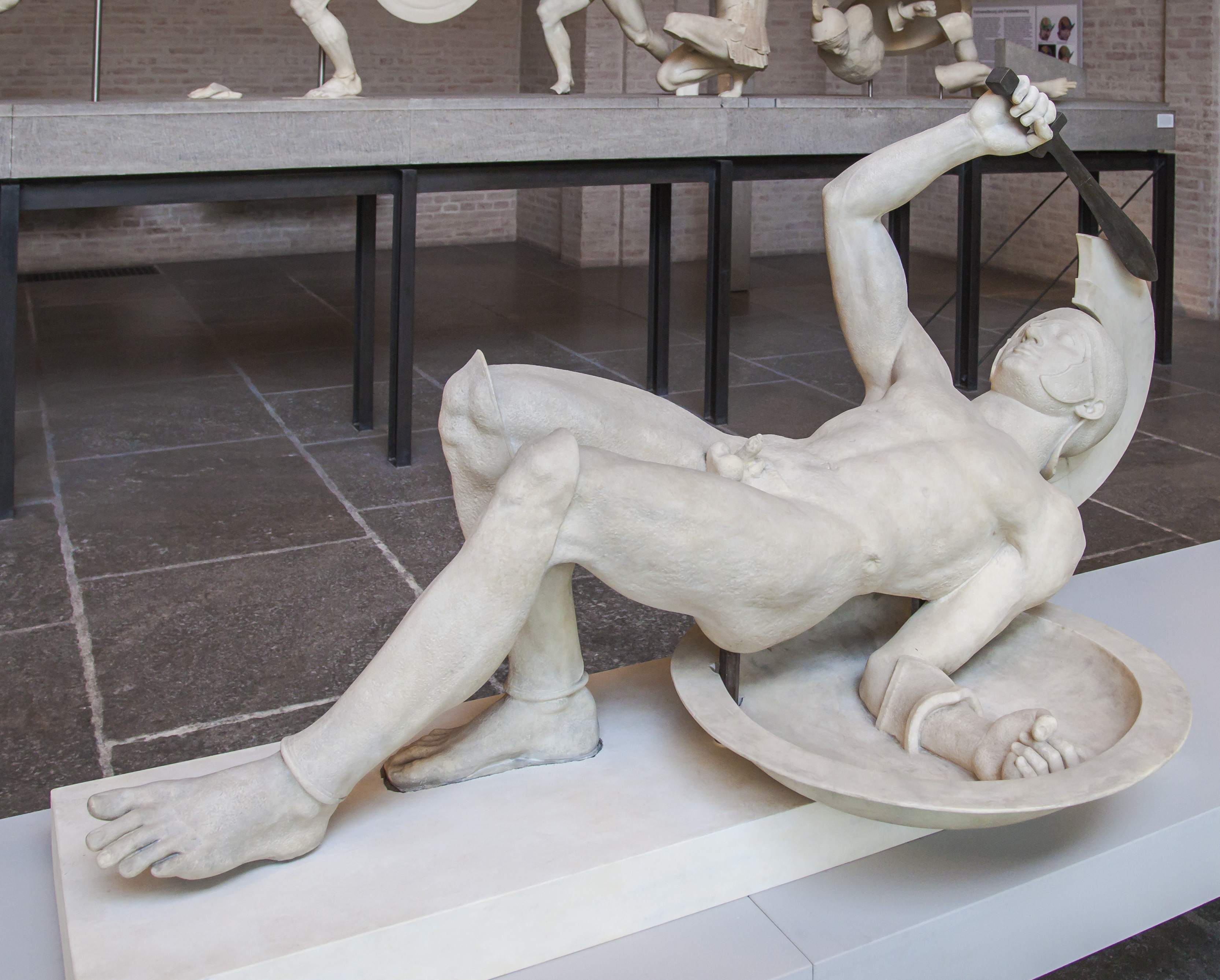
قوصرة من معبد أفايا.
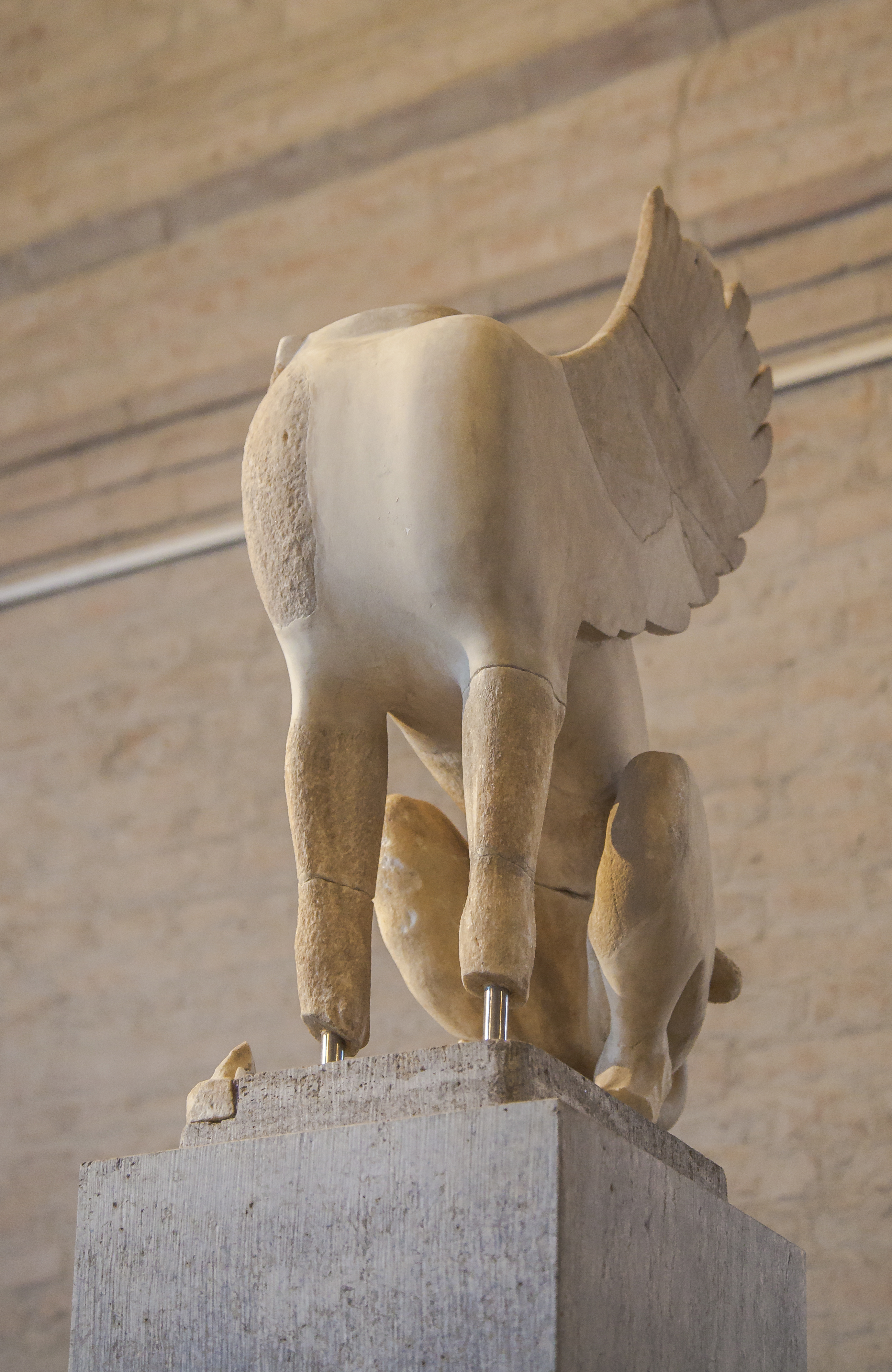
أبو الهول مقطوع الرأس.
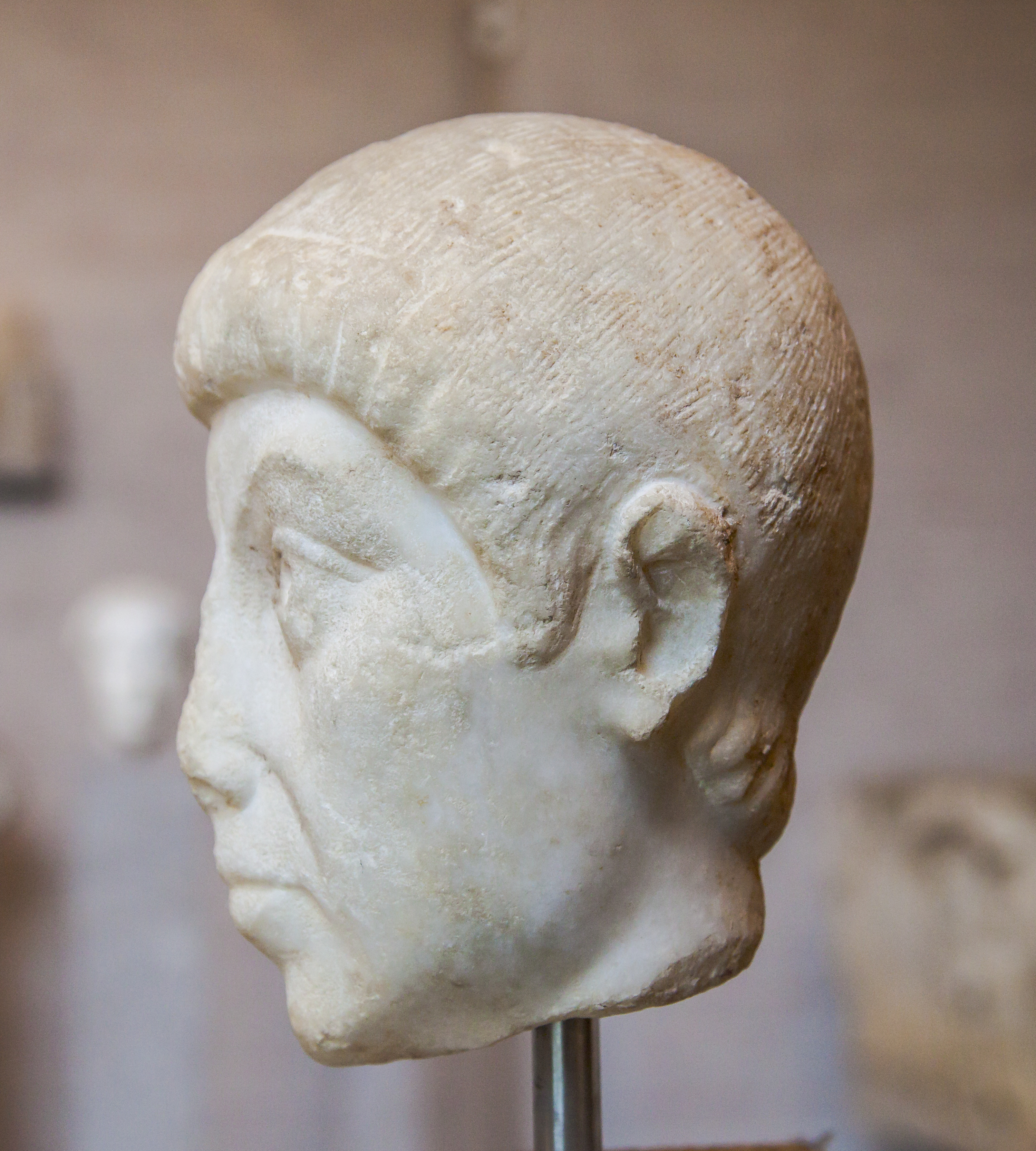
تمثال نصفي لرجل روماني.
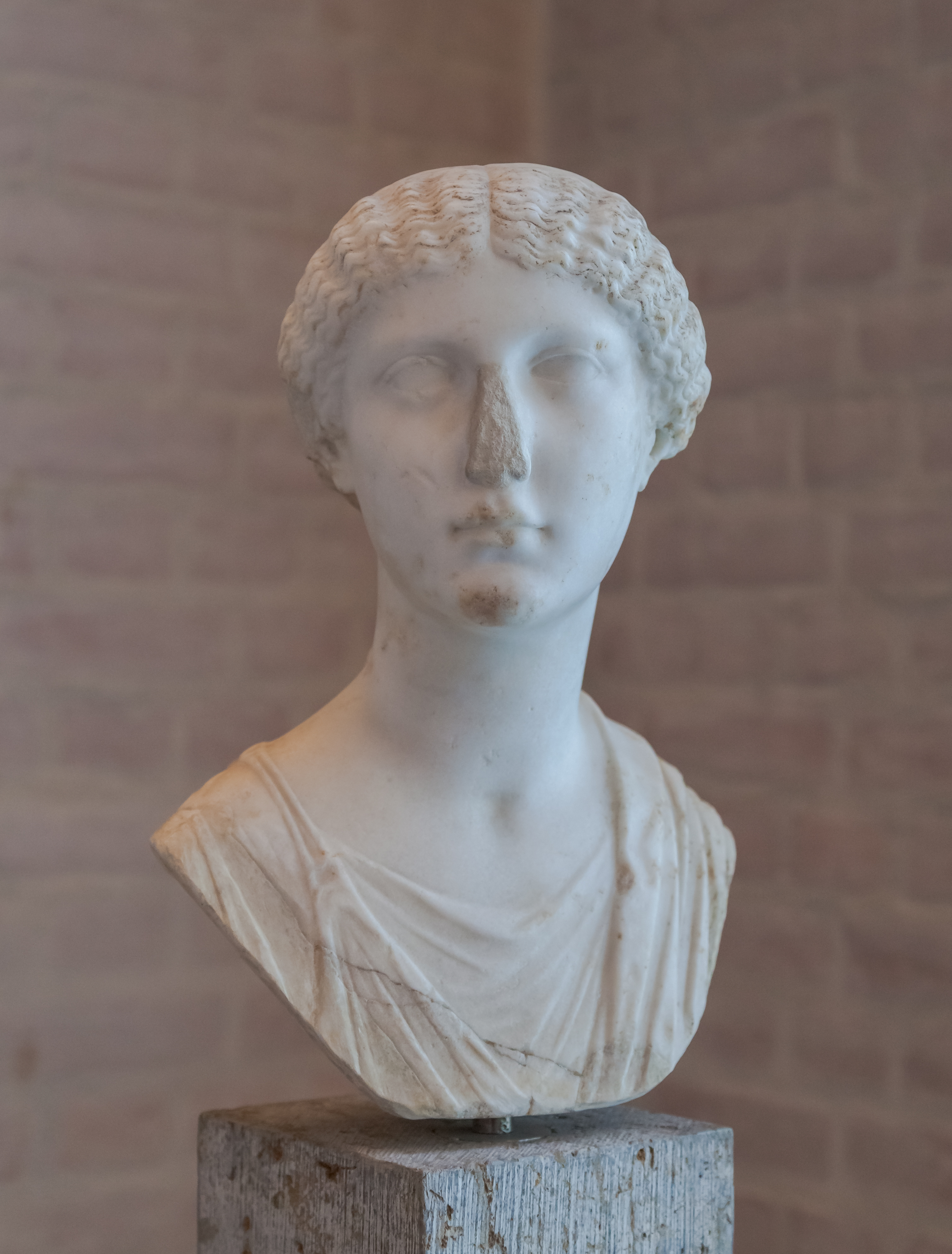
تمثال نصفي لامرأة رومانية.
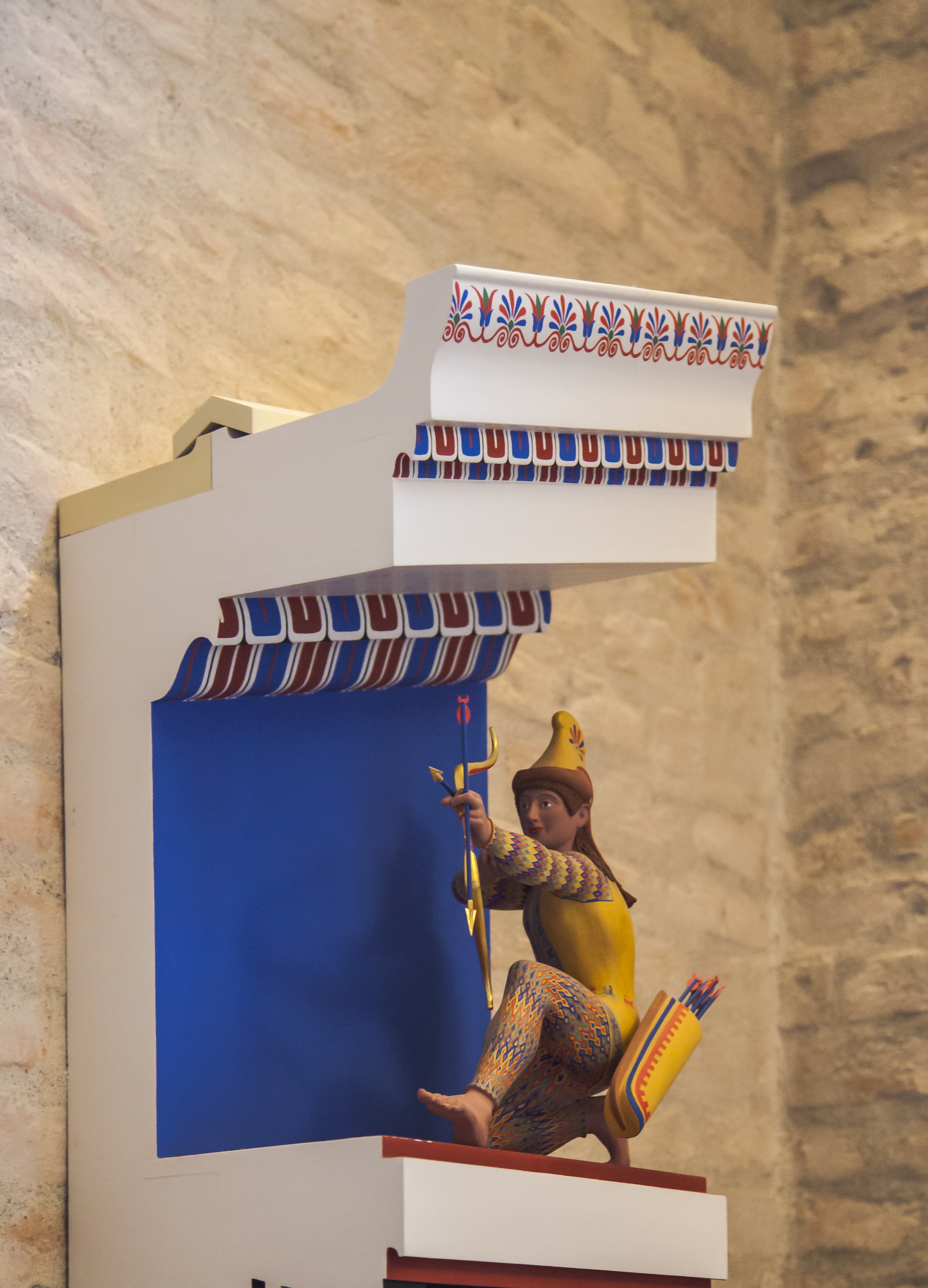
معرض الآلهة الملونة.

## روابط خارجية
- الموقع الرسمي (بالألمانية)
- الموقع الرسمي (بالإنجليزية)
- صور المتحف